# Comité des combattants de la résistance antifasciste
Le comité des combattants de la résistance antifasciste (en allemand, Komitee der Antifaschistischen Widerstandskämpfer) est une ancienne organisation de la République démocratique allemande (RDA) prônant l'antifascisme.

## Historique
Le comité des combattants de la résistance antifasciste est créé dans les années 1950, en remplacement de l'association des persécutés du régime nazi, qui est interdite en RDA à partir de 1953, là où elle prospère en RFA. Le comité n'intègre pas le front national de la République démocratique allemande, mais reste très proche de lui et participe à la politique dictatoriale de la RDA. Ainsi une déclaration de 1958 précise que « Seuls ceux qui reconnaissent encore la direction du parti ouvrier méritent le titre honorifique de "combattant de la résistance" ». Les membres du comité sont décorés de la médaille des combattants contre le fascisme et reçoivent aussi une pension d'honneur. 
La direction du comité est assurée par un président et un secrétaire, élus parmi les membres. De plus, des comités de districts dirigent localement les secteurs de l'organisation, qui compte jusqu'à 2500 membres en 1983. On retrouve aussi d'autres divisions du comité, avec une section pour les « combattants espagnols », une pour les anciens prisonniers de la prison de Brandebourg, ou encore une pour les anciens détenus des camps de concentration. 
Faisant partie de la fédération Internationale des Résistants (de), le comité assure diverses interventions, comme dans les écoles de la RDA. En 1990, après la réunification allemande, il est intégré de force dans l'association des persécutés du régime nazi et se voit confisqué son budget, soit 1,7 million d'euros actuels, en 1991.

## Membres
- Änne Saefkow
- Franz Dahlem
- Friedel Apelt
- Ilse Rodenberg
- Kurt Seibt